# 粗裂复叶耳蕨
粗裂复叶耳蕨（学名：Arachniodes grossa）为鳞毛蕨科复叶耳蕨属下的一个种。模式标本采自越南。